# Farmacista militare

Ufficiale farmacista

Il farmacista militare, o più precisamente l'ufficiale chimico-farmacista secondo quanto previsto dall'attuale ordinamento militare, costituisce una delle professioni sanitarie che compongono la sanità militare insieme agli ufficiali medici, veterinari, psicologi e infermieri. 

## Storia

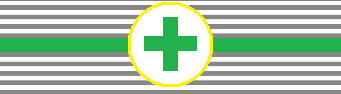
Distintivo di merito per ufficiali chimico-farmacisti

In stretta collaborazione con l'ufficiale medico, l'ufficiale farmacista è stato uno dei pilastri fondamentali della nascita della sanità militare Italiana. Nel 1845 infatti venne strutturato un ordine basato proprio su di un ruolo medici ed un ruolo farmacisti, prendendo così il nome di Corpo di sanità militare.
Si nota dunque che una delle più antiche professioni, viene posta a capostipite del Corpo sanitario militare, nonché dei Corpi ausiliari militari.

## Caratteristiche generali
È quel farmacista che, inquadrato nella sanità militare, si occupa della corretta dispensazione dei farmaci, dei presidi medico-chirurgici e delle attrezzature sanitarie militari destinati a fini medici speciali sia militari, che civili. Disponendo di una particolare formazione militare nonché di una specifica preparazione tecnico/scientifica, è addetto alla preparazione, alla fabbricazione ed al controllo dei medicinali (secondo farmacopea); a livello civile è autorizzato a consigliare in materia di farmaci nonché a svolgere educazione sanitaria presso la popolazione.
Generalmente è un ufficiale (forze armate), in possesso dei requisiti richiesti dalla legge, che presta servizio nelle forze armate e nei corpi militari ausiliari. Oltre a occuparsi della salute dei militari, come tutto il personale sanitario militare, gli ufficiali farmacisti ricevono un particolare addestramento militare riservato al personale sanitario, oltre a quello base di un ufficiale d'arma, grazie al quale riescono ad operare anche in particolari condizioni, compresi i teatri operativi.

## Funzioni

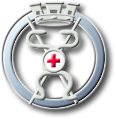
Fregio da basco per ufficiali chimico-farmacisti dell'Esercito Italiano

Esso svolge la propria attività di farmacista anche in missioni fuori area, compresi i teatri operativi internazionali, sia da solo, che con l'ausilio di specializzato personale sanitario militare, assumendo talvolta anche funzioni di educatore sanitario.

## Nel mondo

### Italia
Il farmacista militare, in Italia, come negli altri paesi dell'Unione europea e del Mondo, riveste il ruolo di ufficiale nell'Esercito italiano, nella Marina Militare, nell'Arma dei carabinieri, nel Corpo militare volontario della Croce Rossa Italiana e nel Corpo militare dell'ACISMOM. L'Aeronautica Militare non contempla tra i ruoli sanitari quello del farmacista.
L'ufficiale farmacista, dell'Esercito, opera presso le farmacie degli stabilimenti sanitari militari, presso lo Stabilimento chimico farmaceutico militare di Firenze, presso la Scuola di sanità e veterinaria militare di Roma, presso le sezioni farmaceutiche dei comandi dei servizi di sanità e veterinaria di regione militare, presso gli organi direttivi del Dipartimento di Sanità e Veterinaria dell'ispettorato logistico dell'Esercito, presso la Direzione generale della sanità militare, presso il centro studi e ricerche del Corpo sanitario dell'Esercito.

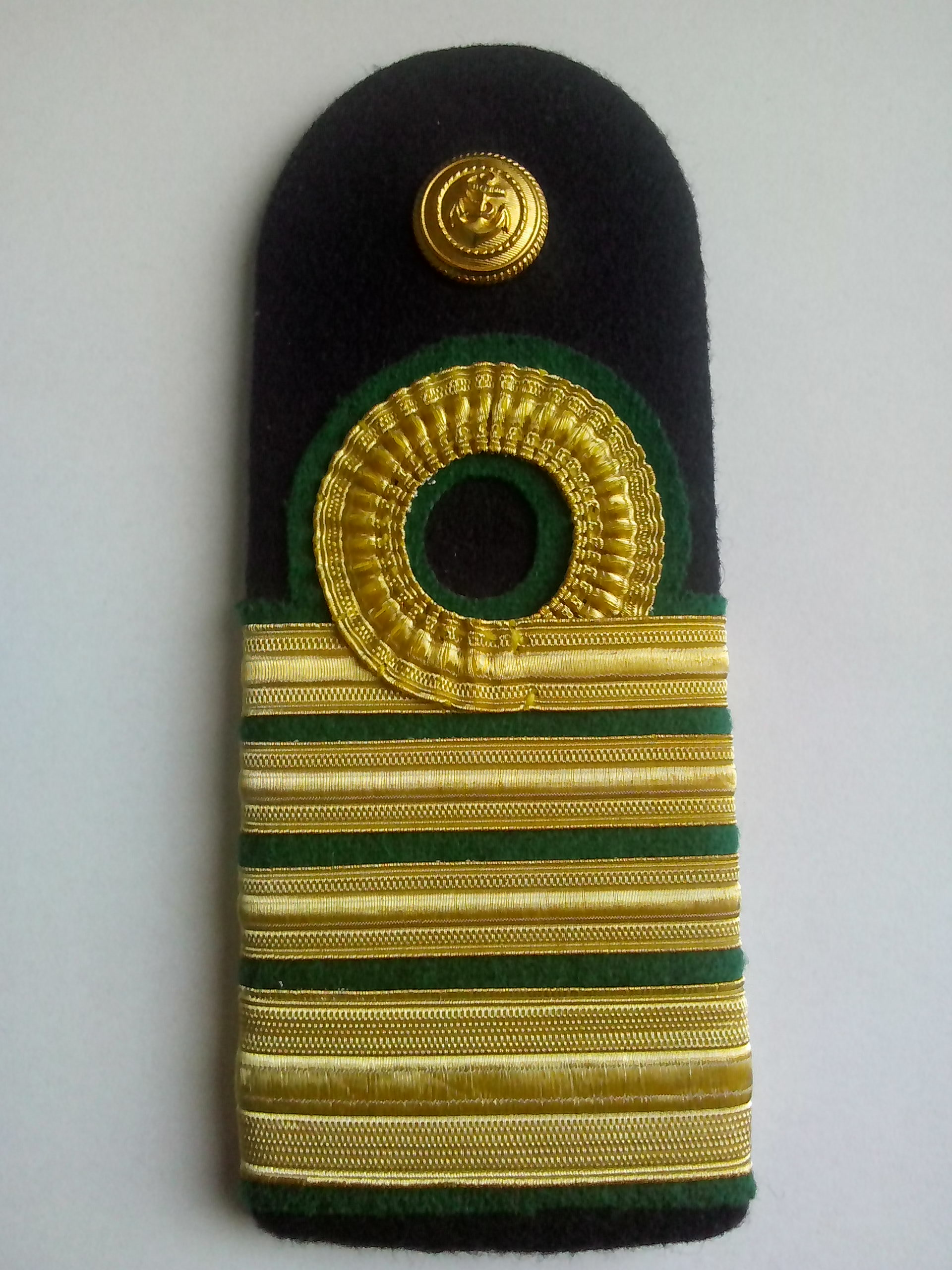
Spallina estiva marina militare. Il sottopanno di colore verde indica l'appartenenza al corpo sanitario marittimo specialità medici/farmacisti

Il farmacista in Marina presta servizio all'interno presso i magazzini delle dotazioni sanitarie di Forza Armata presenti nelle sedi di Taranto, La Spezia e di Augusta (SR) e nelle principali Infermerie presenti nelle sedi di Roma e Brindisi.
Il suo ruolo è ad ampio spettro, occupandosi sia di gestione di farmaci e dispositivi medici, che di apparecchiature sanitarie, necessarie agli enti a terra oppure a bordo di unità navali.
Tale organizzazione periferica fa capo all'Ufficio centrale farmaceutico una volta allocato presso lo stato maggiore Marina (Roma) oggi facente parte del Comando Logistico di F.A. a Napoli.
In tali sedi può ricoprire incarichi di collaboratore o di direttore/responsabile di servizio.
Per periodi limitati l'ufficiale farmacista può essere impiegato in missioni internazionali fuori area (esempi sono il passato impiego in Iraq, Balcani, Chad, ecc.) offrendo la propria professionalità, in condizioni di lavoro decisamente estreme. Le funzioni sono pressoché identiche a quelle prestate nel servizio in Patria (responsabile della farmacia da campo o di bordo), ma con alcune peculiari differenze legate alle necessità che la missione o l'operazione richiedono; una di queste è sicuramente la distribuzione di farmaci alla popolazione civile, nonché il sussidio nei presidi sanitari locali.
In teatro operativo, a terra, quindi il farmacista militare è impiegato quale Direttore o collaboratore della farmacia da campo (Ospedale Role 2).
In caso di attivazione di nave con capacità ospedaliere (Role 2 - v. Operazione White Crane -Haiti 2010-; Periplo dell'Africa - Gruppo navale Cavour 2013) il farmacista viene impiegato quale direttore della farmacia di bordo.
Per le sue competenze e conoscenze, il farmacista nei teatri operativi, ha anche svolto funzioni di cooperazione internazionale (CIMIC - Civil and Military Cooperation), occupandosi di progetti di ricostruzione sanitaria nell'ambito della missione Antica Babilonia (Iraq - 2004/2005).
Nelle missioni all'estero in ambito NATO, UE, ONU, sia a terra che a bordo, tutti i farmacisti delle varie Forze Armate possono essere chiamati a collaborare.

#### Arruolamento in SPE

##### Esercito
Gli ufficiali farmacisti dell'Esercito Italiano vengono inquadrati nel Corpo sanitario dell'Esercito Italiano, e vengono reclutati mediante concorso pubblico per titoli ed esami tra:
1. gli allievi ufficiali dell'Accademia militare di Modena: dopo aver ultimato il corso di studi universitario di 5 anni, due da allievo dell'Accademia e tre da sottotenente, conseguendo la laurea in chimica e tecnologia farmaceutiche, continuano l'iter formativo di un anno, durante il quale sono tenuti a sostenere l'esame di Stato per l'abilitazione alla professione di farmacista e, successivamente, sono inviati alla frequenza del corso tecnico applicativo. Ultimata la formazione professionale i farmacisti militari vengono assegnati ai reparti della sanità militare tra cui il Policlinico militare "Celio", Il Centro ospedaliero militare "Baggio", le farmacie dei dipartimenti militari di medicina legale e le sezioni farmaceutiche dei comandi di sanità.
2. gli ufficiali in ferma prefissata del Corpo sanitario dell'Esercito Italiano.
3. i giovani laureati che non abbiano superato il 32º anno d'età e siano in possesso del diploma di laurea in farmacia o Chimica e tecnologie farmaceutiche e l'abilitazione all'esercizio della professione, che desiderano concorrere per la nomina diretta;
4. gli ufficiali di complemento che gradiscano rimanere in servizio, che desiderano concorrere per la nomina diretta;
5. il personale appartenente al ruolo sergenti, marescialli e dagli ufficiali di complemento in ferma prefissata che desiderano concorrere per il ruolo speciale;
6. in via straordinaria, i civili che siano in possesso del diploma di laurea in farmacia o chimica e tecnologie farmaceutiche e l'abilitazione all'esercizio della professione;
7. gli ufficiali di complemento del Corpo sanitario dell'Esercito in congedo che gradiscano rientrare in servizio tramite la riserva selezionata;
8. i farmacisti civili titolari e collaboratori che gradiscano entrare in servizio tramite la riserva selezionata.

##### Aeronautica
In Aeronautica non ci sono ufficiali farmacisti. La logistica sanitaria è demandata ai medici a similitudine di quanto avviene nelle cliniche convenzionate con il SSN.

##### Marina
Gli ufficiali farmacisti della Marina Militare sono inquadrati nel Corpo sanitario militare marittimo e vengono reclutati in Servizio permanente effettivo (SPE) a tempo indeterminato, mediante reclutamento attraverso pubblico concorso per titoli ed esami (concorso a nomina diretta). Il concorso è rivolto a giovani laureati che non abbiano superato il 32º anno d'età e siano in possesso del diploma di laurea in farmacia o chimica e tecnologie farmaceutiche e dell'abilitazione all'esercizio della professione (per particolari categorie l'età può essere superiore ai 32 anni, vedi bando di concorso).

##### Carabinieri
Gli ufficiali farmacisti dell'Arma dei carabinieri sono inquadrati nel ruolo tecnico-logistico, appartenenti al servizio sanitario dei carabinieri e vengono reclutati, mediante pubblico concorso per titoli ed esami, tra:
1. i giovani laureati che non abbiano superato il 32º anno d'età e siano in possesso del diploma di laurea in farmacia o chimica e tecnologie farmaceutiche e l'abilitazione all'esercizio della professione;
2. i marescialli dell'Arma che non abbiano superato il 40º anno d'età e siano in possesso del diploma di laurea in farmacia o chimica e tecnologie farmaceutiche e l'abilitazione all'esercizio della professione;
3. dal 2003, gli ufficiali in ferma prefissata ausiliari del ruolo tecnico-logistico.

#### Altri arruolamenti
Sono previste anche forme di reclutamento a tempo determinato, nelle forze di completamento, i requisiti richiesti sono rivolti a:
1. i giovani laureati che non abbiano superato il 38º anno d'età e siano in possesso del diploma di laurea in Farmacia o chimica e tecnologie farmaceutiche e l'abilitazione all'esercizio della professione e desiderano arruolarsi quali AUFP;
2. gli ufficiali di complemento, che abbiano rilasciato la dichiarazione di disponibilità al richiamo nelle forze di completamento, che rispondano ai requisiti già menzionati per il personale civile e siano in possesso del diploma di laurea in farmacia o chimica e tecnologie farmaceutiche e l'abilitazione all'esercizio della professione e desiderano arruolarsi tramite riserva selezionata;
3. gli uomini e le donne che desiderano arruolarsi tramite riserva selezionata, siano in possesso del diploma di laurea in farmacia o chimica e tecnologie farmaceutiche e l'abilitazione all'esercizio della professione, o laurea in chimica pura purché in possesso di diploma di farmacista, e che rispettino i seguenti requisiti:

- possedere i requisiti di moralità e condotta stabiliti dall'art. 26 della legge 1º febbraio 1989, n. 53;
- non aver riportato condanne penali e non avere procedimenti penali in corso per delitti non colposi;
- non abbiano prestato servizio in altra Forza Armata in qualità di ufficiale;
- non prestino o abbiano prestato servizio nelle forze di polizia ad ordinamento civile e nel Corpo nazionale dei vigili del fuoco;
- non appartengano al ruolo normale mobile del Corpo militare volontario della Croce Rossa Italiana;
- non essere stati dichiarati obiettori di coscienza ovvero ammessi a prestare servizio civile ai sensi della Legge 8 luglio 1998, n. 230, se appartenenti a classe interessata alla chiamata di leva;
- non abbiano superato il 55º anno di età (articolo 1000 d.lgs. 66/2010);
- non siano stati giudicati permanentemente non idonei al servizio militare;
- non siano stati dimessi d'autorità da precedenti ferme nelle Forze armate.